# Georgi Denev
Georgi Nikolov Denev (bolgár cirill betűkkel: Георги Никoлoв Денев; Lovecs, 1950. április 18. –) bolgár válogatott labdarúgó.

## Pályafutása

### Klubcsapatban
A CSZKA Szofija meghatározó játékosa volt az 1970-es években. 1969 és 1979 között 237 mérkőzésen lépett pályára a CSZKA színeiben és 78 alkalommal volt eredményes. Ötszörös bolgár bajnok és háromszoros bolgár kupagyőztes.

### A válogatottban
1970 és 1978 között 49 alkalommal szerepelt a bolgár válogatottban és 10 gólt szerzett. Részt vett az 1974-es világbajnokságon.

### Edzőként
1994 és 1996 között a Litex Lovecs vezetőedzője volt.

## Sikerei, díjai
CSZKA Szofija
- Bolgár bajnok (5): 1970–71, 1971–72, 1972–73, 1974–75, 1975–76
- Bolgár kupa (3): 1971–72, 1972–73, 1973–74